# Гастроентерит
Гастроентеритът е заболяване, характеризиращо се с възпаление на стомашно-чревния тракт, в това число стомаха („гастро“-) и тънките черва („ентеро“-), което води до комбинация от диария, повръщане и коремна болка и спазми. Гастроентеритът се нарича също и гастро, стомашна бактерия и стомашен вирус. Въпреки че не е свързан с грипа, често го наричат стомашен грип и гастро грип.
В световен мащаб повечето случаи при децата се причиняват от ротавирус. При възрастните норовирусът и кампилобактерията са по-често срещани. По-рядко срещаните причинители включват други бактерии (или техните токсини) и паразити. Пренасянето може да стане поради консумация на неправилно приготвени храни или замърсена вода или чрез близък контакт с лица, които са заразни.
Основният начин за справяне е адекватното хидратиране. При леките или умерени случаи това обикновено може да се постигне чрез перорален рехидратиращ разтвор. При по-тежките случаи може да са необходими интравенозни течности. Гастроентеритът засяга главно децата и тези в развиващите се страни.

## Симптоми и признаци
Обикновено гастроентеритът включва както диария, така и повръщане или в по-редки случаи се проявява само с едното или другото. Може да се появят и стомашни спазми. Признаците и симптомите обикновено започват 12 – 72 часа след заразяването с инфекциозния агент. Ако се дължи на вирусен агент, състоянието обикновено се подобрява в рамките на една седмица. Някои вирусни причинители може да са свързани с температура, умора, главоболие и мускулна болка. Ако изпражненията са кървави, малко вероятно е да се дължи на вирус, но е по-вероятно да се дължи на бактерия. Някои бактериални инфекции може да са свързани със силна стомашна болка и може да продължат няколко седмици.
Децата, заразени с ротавирус, обикновено се възстановяват напълно за три до осем дни. В бедните страни обаче, лечението на острите инфекции често е недостъпно и постоянната диария е нещо обичайно. Обезводняването е обичайно усложнение от диарията и детето със значителна степен на обезводняване може да има продължително капилярно пълнене, намален тургор на кожата и нарушено дишане. Повтарящите се инфекции обикновено се срещат в области с лоши санитарни условия и недохранване, възпрепятстван растеж и това може да доведе до дългосрочно забавяне на когнитивните процеси.
Реактивният артрит се проявява при 1% от хората след инфекция с кампилобактерийни видове, а синдромът на Гилен-Баре се проявява при 0,1%. Хемолитичният уремичен синдром (ХУС) може да се появи в резултат на инфекция с произвеждащите токсина Шига видове Ешерихия коли или шигела, което води до намален брой тромбоцити, лошо функциониране на бъбреците и намален брой на червените кръвни телца (поради тяхното разрушаване). Децата проявяват по-голяма склонност към ХУС, отколкото възрастните. Някои вирусни инфекции може да предизвикат бенигнени инфантилни гърчове.

## Причина
Вирусите (особено ротавирусът) и бактериите Ешерихия коли и кампилобактерията са основните причинители на гастроентерит. Има, обаче, много други инфекциозни агенти, които може да предизвикат този синдром. В някои случаи се наблюдават неинфекциозни причинители, но те са по-малко вероятни, отколкото вирусните или бактериалните. Рискът от инфекция при децата е по-висок поради липсата на имунитет и относително лошата хигиена при тях.

### Вирусни
Вирусите, за които се знае, че причиняват гастроентерит включват ротавирус, норовирус, аденовирус и астровирус. Ротавирусът е най-честата причина за гастроентерит при децата и има подобна честота на проявяване както в развити, така и в развиващите се страни. Вирусите причиняват около 70% от епизодите на инфекциозна диария при децата. Ротавирусът е по-рядко срещана причина при възрастните, поради придобит имунитет.
Норовирусът е водещият причинител на гастроентерит сред възрастните в Америка, като предизвиква повече от 90% от епидемиите. Тези локализирани епидемии обикновено се проявяват, когато групи от хора прекарват много време във физическа близост, като например на круизни кораби, в болници или в ресторанти. Хората може да продължат да бъдат заразни дори след като вече нямат диария. Норовирусът е причината за около 10% от случаите при децата.

### Бактериални
В развитите страни кампилобактерия йеюни е основната причина за бактериален гастроентерит, като половината от случаите са свързани с излагане на контакт с птици. При децата бактерията е причина за около 15% от случаите, като най-често срещаните видове са Ешерихия коли, салмонела, шигела и кампилобактерия. Ако в храната попадне бактерия и остане на стайна температура за период от няколко часа, бактерията се размножава и се увеличава рискът от инфекция за тези, които консумират храната. Някои храни, които често се свързват с болести включват сурово или недобре сготвено месо, пиле, морски деликатеси и яйца; сурови кълнове; непастьоризирано мляко и меки сирена, както и плодови и зеленчукови сокове. В развиващите се страни, особено в Субсахарска Африка и Азия, холерата е обичаен причинител на гастроентерит. Тази инфекция обикновено се предава чрез замърсена вода или храна.
Токсигенната клостридиум дифициле е важна причина за диария, която се появява по-често при възрастните. Малките деца могат да са носители на тези бактерии, без да развият симптоми. Тя е честа причина за диария при хора, които са в болница и често се свързва с употребата на антибиотици. Стафилококова ауреус инфекциозна диария може също да се прояви при хора, които са използвали антибиотици. „Пътническата диария“ обикновено е вид бактериален гастроентерит. Лекарствата, потискащи киселините, изглежда повишават риска от значителна инфекция след излагането на някои организми, включително видовете клостридиум дифициле, салмонела и кампилобактерия. По-голям риск съществува при тези, които приемат инхибитори на протонната помпа, отколкото при H2 антагонисти.

### Паразитни
Много протозои могат да предизвикат гастроентерит – най-често Гиардия ламблия – но видовете ентамеба хистолитика и криптоспоридиум също се подразбират. Като група, тези агенти обхващат около 10% от случаите при деца. Гиардията е по-често срещана в развиващите се страни, но този етиологичен агент причинява този вид болест в известна степен почти навсякъде. Среща се по-често при хора, които са пътували в области със силно преобладаване на болестта, при деца, които посещават детска градина, мъже, които имат полов контакт с мъже и след бедствия.

### Неинфекциозни
Съществуват редица неинфекциозни причини за възпалението на стомашно-чревния тракт. Някои от по-честите причини включват употреба на лекарства (като НСПВС), определени хранителни съставки, като например лактоза (за хората, които имат непоносимост) и глутен (за хората с целиачна болест). Болестта на Крон също може да бъде неинфекциозен източник на (често тежък) гастроентерит. Заболяването може да се развие също и вследствие на токсини. Някои хранителни заболявания, които се свързват със симптоми на гадене, повръщане и диария включват: хранително отравяне със сигуатера при консумация на заразена хищна риба, скомброидоза свързвана с консумацията на определени видове развалена риба, отравяне с тетродотоксин при консумацията на рибата фугу и други и ботулизъм, който обикновено се получава при консумация на неправилно консервирани храни.

## Предаване
Предаването може да стане чрез консумация на заразена вода или при използване на лични вещи на друг човек. В районите с редуване на влажни и сухи сезони, качеството на водата обикновено се влошава по време на влажния сезон, а това се свързва с времето на интензивна проява на заболяването. В областите на света с изразени сезони, инфекциите се срещат по-често през зимата. Изкуственото хранене на бебета с неправилно стерилизирани бутилки представлява значителна причина за заболяването в световен план. Процентните стойности на случаите на предаване се свързват също с лоша хигиена, особено при децата и при хората, които страдат от недохранване. След като развият поносимост, възрастните могат да пренасят определени организми, без да проявяват признаци или симптоми и по този начин да действат като естествени резервоари на зараза. Докато някои агенти (като например шигелата) се срещат само при примати, други може да се срещат сред по-разнообразни групи животни (като например гиардията).

## Патофизиология
Гастроентеритът се определя като симптоми на повръщане или диария, поради инфекция на тънкото или дебелото черво. Промените в тънкото черво обикновено са невъзпалителни, а тези в дебелото черво са възпалителни. Броят патогени, които са достатъчни, за да могат да причинят инфекция, варира от един (за криптоспоридиум) до 108 (за вибрио холере).

## Диагностициране
Гастроентеритът се диагностицира в клинични условия, въз основа на признаците и симптомите на болния. Обикновено не е необходимо да се установява точната причина, тъй като това не би променило начина на овладяване на заболяването. Трябва обаче да се направи фекален тест на болните с кръв в изпражненията, на тези, които може да са били изложени на хранително отравяне, както и на тези, които са пътували до развиващи се страни. Диагностични изследвания може да бъдат направени и с цел проучване. Тъй като при приблизително 10% от бебетата и малките деца се получава хипогликемия, при тази популация се препоръчва измерване на серумната глюкоза. Ако има опасения за тежко обезводняване, трябва да се направят изследвания също за електролити и бъбречна функция.

### Обезводняване
Важна част от диагностичната оценка е да се установи, дали даден пациент има обезводняване и обезводняването обикновено се определя като леко (3 – 5%), умерено (6 – 9%) и тежко (≥10%). При децата най-точно определящите симптоми на умерено до тежко обезводняване са продължително капилярно пълнене, намален тургор на кожата и нарушено дишане. Други находки, които могат да помогнат при диагностицирането (когато се използват в комбинация) са потъване на очните ябълки, понижена активност, липса на сълзене и пресъхване на устата. Нормалният обем от уриниране и пероралният прием на течности са добри признаци. Лабораторните изследвания нямат голяма клинична полза за установяване на степента на обезводняване.

### Диференциална диагноза
Други възможни причини за признаците и симптомите, наподобяващи тези при гастроентерит, които трябва да се изключат, са апендицит, волвулус, възпалително чревно заболяване, инфекции на пикочните пътища и захарен диабет. Трябва да се вземат под внимание също панкреасна недостатъчност, синдром на късото тънко черво, болест на Уипъл, целиачна болест и злоупотреба с лаксатив. Диференциалната диагноза може да се затрудни, ако пациентът има симптом само повръщане или диария (а не и двете).
Инцидентите на апендицит може да се проявяват с повръщане, коремна болка и малко количество диария в до 33% от случаите. Това е в противовес на големите количества диария, които са типични за гастроентерита. Инфекции на белите дробове или пикочните пътища при децата също могат да причинят повръщане или диария. Класическите случаи на диабетна кетоацидоза (ДКА) се проявяват с коремна болка, гадене и повръщане, но без диария. Едно проучване установява, че при 17% от децата с ДКА, състоянието е диагностицирано като гастроентерит.

## Профилактика

### Жизнена среда
Запасите от лесно достъпна незамърсена вода и добрите санитарни практики са важни условия за намаляване на случаите на инфекция и клинично значим гастроентерит. Вземането на лични предпазни мерки (като например миене на ръцете) доказано намалява процента на случаите на гастроентерит както в развиващите се, така и в развитите страни с до 30%. Геловите препарати на алкохолна основа могат да бъдат полезни. Кърменето и подобряването на хигиената като цяло са важни фактори, особено в районите с лоши хигиенни условия. Кърмата способства за намаляване както на честотата на развиване на инфекции, така и тяхната продължителност. Избягването на консумиране на замърсена храна и вода също са ефективни методи.

### Ваксиниране
Тъй като ваксината за ротавирус е както ефикасна, така и безопасна, през 2009 г. Световната здравна организация (СЗО) препоръча тя да се предлага за всички деца по целия свят. Одобрени са за разпространение две търговски марки на ваксини за ротавирус, а още няколко са в процес на разработване. В Африка и Азия тези ваксини са намалили тежките случаи на заболяването при бебетата, а в страните, в които има установени национални програми за имунизация процентните стойности и тежестта на случаите на заболяването са намалели. Тази ваксина може да предотврати заболяването и при неваксинираните деца, тъй като намалява броя на инфектираните, които могат да разпространяват заболяването. От 2000 г. насам прилагането на програма за ваксиниране за ротавирус в Съединените щати значително е понижило броя на случаите на диария с до 80%. Първата доза от ваксината трябва да се дава на бебета на възраст между 6 и 15 седмици. Пероралната ваксина за холера е показала 50 – 60% ефикасност за период от 2 години.

## Овладяване и лечение
Гастроентеритът обикновено протича като остро самоограничаващо се заболяване, което не налага употребата на лекарства. Предпочитаното лечение при леките до умерени случаи на обезводняване е перорална рехидратираща терапия (ПРТ). Метоклопрамид и/или ондансетрон обаче може да помогнат при някои деца, абутилскополамин помага за коремна болка.

### Рехидратация
Основното лечение на гастроентерит както при децата, така и при възрастните е рехидратация. За предпочитане е да се прилага перорална рехидратираща терапия, въпреки че може да се наложи интравенозно подаване, ако е налице понижено ниво на съзнание или ако обезводняването е в тежка форма. Продуктите за перорална заместваща терапия, съдържащи комплекс от въглехидрати (т.е. такива, които са приготвени от жито или ориз) може да са по-добри от тези, приготвени само от захари. Напитки, особено с високо съдържание на прости захари, като например безалкохолни напитки и плодови сокове не се препоръчват при деца под 5-годишна възраст, тъй като може да увеличат диарията. Ако няма на разположение по-специфични или ефикасни препарати за ПРТ или ако наличните препарати са с неприемлив вкус, може да се използва обикновена вода. При малките деца може да се използва назогастрална тръба за подаване на течности, ако това се наложи.

### Хранителен режим
Препоръчва се храненето на кърмачетата да продължава по обичайния начин, а храненето с адаптирано мляко на децата, които са на изкуствено хранене да продължи веднага след рехидратация с ПРТ. Обикновено не е необходимо да се дават адаптирани млека без съдържание на лактоза или с понижено съдържание на лактоза. Децата трябва да продължават обичайния си хранителен режим по време на епизодите на диария, като обаче трябва да се избягват храни с високо съдържание на прости захари. Вече не се препоръчва диетата BRAT (банани, ориз, ябълково пюре, препечен хляб и чай), тъй като не съдържа достатъчно хранителни вещества и не е с по-голяма полза от нормалното хранене. Някои пробиотици се оказват от полза при намаляването както на продължителността на разстройството, така и на честотата на изхожданията. Те може също да са полезни и при предотвратяването и лечението на свързана с употреба на антибиотик диария. Продуктите от ферментирало мляко (като например кисело мляко) са с подобни полезни функции. Добавката от цинк е ефикасна за лечение и предотвратяване на заболяването сред децата в развиващите се страни.

### Антиеметици
Антиеметичните лекарства (лекарства за облекчаване на позивите за гадене и повръщане) могат да помогнат за повръщането при децата. Ондасетрон осигурява известно удобство, тъй като еднократното му прилагане се свързва с намалена необходимост от интравенозно прилагане на течности, по-малко случаи на хоспитализация и намаляване на повръщането. Метоклопрамидът също може да помогне. Възможно е обаче употребата на ондасетрон да е свързана с увеличен процент на случаите на връщане в болницата при децата. Интравенозната форма на ондасетрон може да се прилага и перорално, но само по преценка и препоръка на медицински специалист. Дименхидринатът намалява повръщането, но не дава значима клинична полза.

### Антибиотици
При гастроентерит обикновено не се използват антибиотици, въпреки че понякога се препоръчват, ако симптомите са особено тежки или ако е изолиран или подозиран бактериален причинител. Ако се налага да се приложат антибиотици, макролид (като азитромицин) се предпочита пред флуороквинолон, тъй като процентът на устойчивост към флуороквинолон е по-висок. Псевдомембранният колит, който обикновено се причинява от употребата на антибиотик, се овладява чрез незабавно спиране на антибиотичното средство и лечение с метронидазол или ванкомицин. Следните видове бактерии и протисти се поддават на лечение шигела, салмонела тифи и гиардия. При случаите с гиардия или ентамеба хистолитика се препоръчва лечение с тинидазол и то е по-добро от лечението с метронидазол. СЗО препоръчва употреба на антибиотици при малки деца, които имат едновременно кървава диария и висока температура.

### Антидиарични средства
Антидиаричното лекарство (лекарство против диария) представлява теоретичен риск от възникване на усложнения и въпреки че клиничният опит показва, че това е малко вероятно, тези лекарства не се препоръчват при хора с кървава диария или диария, която е усложнена с висока температура. Лоперамид, опиоиден аналог се използва често за симптоматично лечение на диария. Лоперамид обаче не се препоръчва при деца, тъй като може да премине през недоразвитата още кръвно-мозъчна преграда и да предизвика токсичност. Бисмут субсалицилат, неразтворим комплекс от тривалентен бисмут и салицилат, може да се използва при леките до умерени случаи, но теоретично е възможен риск от салицилатна токсичност.

## Епидемиология
Изчислено е, че годишно случаите на гастроентерит по света са три до пет милиарда, като главно засегнати са децата и тези в развиващите се страни. По данни от 2008 г. гастроентеритът води до около 1,3 милиона смъртните случая при децата под петгодишна възраст, като повечето от случаите са в най-бедните в света държави. Повече от 450 000 от тези смъртни случаи при деца под 5-годишна възраст се дължат на ротавирус. Холерата е причина за около три до пет милиона от случаите на заболяване и води до смърт при приблизително 100 000 души годишно. В развиващите се страни децата под двегодишна възраст често развиват годишно по шест или повече инфекции, които водят до клинично значим гастроентерит. Той не е толкова чест при възрастните отчасти поради развиване на придобит имунитет.
През 1980 г. гастроентеритът от какъвто и да е причинител е довел до 4,6 милиона от смъртните случаи при децата, като повечето от случаите са в развиващите се страни. Процентните стойности на смъртността обаче значително са намалели (до приблизително 1,5 милиона смъртни случая годишно) до 2000 г., до голяма степен благодарение на въвеждането и широкото разпространение на пероралната рехидратираща терапия. В САЩ инфекциите, причиняващи гастроентерит са втората най-често срещана инфекция, след обикновената настинка и водят до между 200 и 375 милиона от случаите на остра диария и до приблизително 10 милиона смъртни случая годишно, като 150 до 300 от тези смъртни случаи са при деца под петгодишна възраст.

## История
Терминът „гастроентерит“ е употребен за първи път през 1825 г. Преди това е бил наричан по-определено коремен тиф или „холера морбус“, наред с други наименования, или не толкова определено „чревни спазми“, „пресищане“, „разстройство“, „колики“, „разстроени черва“ или с различни други по-остарели имена за остра диария.

## Общество и култура
Гастроентеритът се свързва с множество разговорни наименования, сред които „отмъщението на Монтесума“, „индийски корем“, „ла туриста“ и „притичване към двора“. Той играе роля и в много военни кампании и се смята, че е в основата на „no guts no glory“ (ако не ти стиска, няма да се прославиш).
Гастроентеритът е основната причина за годишно 3,7 милиона от посещенията в лекарския кабинет в САЩ и 3 милиона от посещенията във Франция. В Съединените щати като цяло се счита, че разходите от гастроентерит са 23 милиарда щатски долара годишно, като е изчислено, че само тези от ротавирус възлизат на 1 милиард щатски долара годишно.

## Проучвания
Понастоящем се разработва голям брой ваксини против гастроентерит. Сред разработваните са например ваксини против шигела и ентеротоксигенна Ешерихия коли (ETEC), два от водещите бактериални причинители на гастроентерит в света.

## При други животни
Гастроентеритът при котките и кучетата се причинява от много от същите агенти, както при хората. Най-често срещаните като причини организми са: кампилобактерия, клостридиум дифициле, клостридиум перфрингенс и салмонела. Голям брой токсични растения също могат да предизвикат такива симптоми. Някои от агентите са по-специфични за определени видове животни. Преносимият коронавирусен гастроентерит например води до повръщане, диария и обезводняване. Смята се, че е предаден на прасета от диви птици и за момента не съществува специфично лечение за него. Вирусът обаче не се предава на хора.